# 斯瓦沃米尔·扎瓦达
斯瓦沃米尔·扎瓦达（波蘭語：Sławomir Zawada，1965年3月18日—），波兰男子举重运动员。他曾代表波兰参加1988年夏季奥林匹克运动会举重比赛，获得男子90公斤级铜牌。